# Cold Springs (okrug El Dorado, Kalifornija)
Cold Springs je naseljeno područje za statističke svrhe u američkoj saveznoj državi Kalifornija. Prema popisu stanovništva iz 2010. u njemu je živjelo 446 stanovnika.